# Praktisk realskola
Praktisk realskola var en sekundärutbildning i Sverige som infördes 1933 under benämningen praktisk kommunal mellanskola, vilken 1952 blev praktisk kommunal realskola eller praktisk realskola. Utbildningen byggde på sexårig folkskola och hade tre linjer, handels-, teknisk och huslig, och ledde till praktisk realexamen. Praktisk realskola avskaffades i Sverige från 1962 i samband med införandet av fackskolan.
I exempelvis Stockholm fanns Stockholms stads handelsrealskola, Stockholms stads tekniska
realskola och Stockholms stads hushållstekniska realskola.